# Gaston Leroux

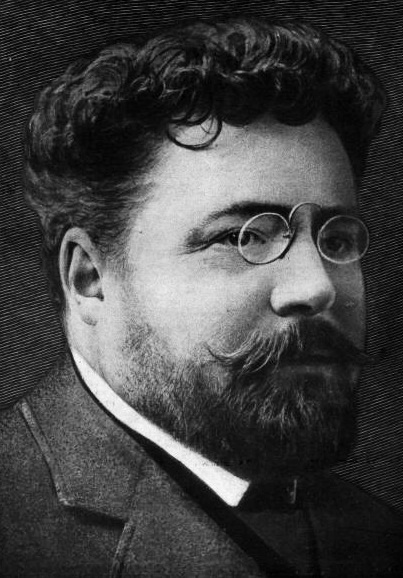
Gaston Leroux (1907)

Gaston Louis Alfred Leroux (* 6. Mai 1868 in Paris; † 15. April 1927 in Nizza) war ein französischer Journalist und Schriftsteller. Weltbekannt ist er vor allem durch seinen Roman Das Phantom der Oper (Le fantôme de l’opéra, 1910).

## Leben
Gaston Leroux verbrachte seine Schulzeit in der Normandie. Danach studierte er von 1886 bis 1889 in Paris Rechtswissenschaft. Damals schrieb er Artikel für verschiedene Zeitungen und 1887 erschien seine erste Novelle. Nach seinem Abschluss arbeitete er einige Zeit als Jurist, bis sich seine Leidenschaft für das Schreiben durchsetzte.
Leroux begann als Theaterkritiker und Kriminalberichterstatter für L’Écho de Paris zu arbeiten. Ein Aufsehen erregender Artikel verschaffte ihm die Zusammenarbeit mit der renommierten Zeitung Le Matin. Zwischen 1896 und 1906 bereiste er verschiedene Länder Europas, Afrikas und Asiens als Korrespondent, seine sensationellen Reportagen machten ihn bald zu einer Berühmtheit. Er berichtete unter anderem über den Russisch-Japanischen Krieg und die Unruhen in Odessa und St. Petersburg und in Marokko.
1907 beschloss er, seine Reportertätigkeit an den Nagel zu hängen und sich nur noch dem Romanschreiben zu widmen. Im selben Jahr erschien Das Geheimnis des gelben Zimmers. Dies ist ein Klassiker der französischen Kriminalliteratur, der sich mit einem Kriminalfall in einem verschlossenen Raum beschäftigt. Der Detektiv in diesem und sechs weiteren Büchern ist der junge Reporter Joseph Rouletabille. Auch die zweite Serie um Chéri-Bibi gehört ins Krimi-Genre.
Sein mit Abstand bekanntestes Werk ist Das Phantom der Oper von 1910, zu dem er durch eine Besichtigung der unterirdischen Gewölbe der Pariser Oper inspiriert wurde. Allerdings begann der große Erfolg der Geschichte erst mit der Hollywood-Verfilmung von 1925 und dauert bis heute an, vor allem durch die Musical-Adaption von Andrew Lloyd Webber.
Daneben hatte Leroux auch immer wieder Stücke für die Bühne geschrieben. Als seine Werke in Frankreich verfilmt wurden, begann er, sich auch für die Filmindustrie zu interessieren. 1916 schrieb er sein erstes Drehbuch für einen Film, den sein Nachbar René Navarre, ein ehemaliger Fantômas-Darsteller, produzierte und mit dem er auch weiterhin zusammenarbeitete. Mit ihm und einigen anderen gründete er 1919 auch eine eigene Filmgesellschaft, die er nach Meinungsverschiedenheiten 1922 wieder verließ.
Bis zu seinem Tod schrieb er weiter Romane. Er starb 1927 an den Folgen einer Operation.

## Werke
Rouletabille

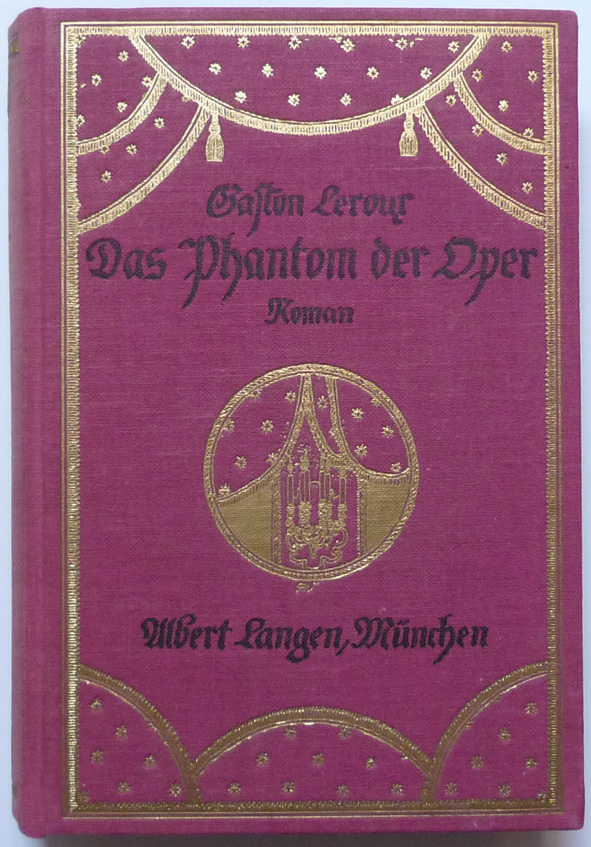
Das Phantom der Oper, Dt. EA 1912, Albert Langen, München

- Das Geheimnis des gelben Zimmers (Le mystère de la chambre jaune, 1907) (dt. 1908 in „Berliner Tageblatt“, in 50 Fortsetzungen ab: 5. Juli 1908, S. 9 – 2. September 1908, online bei Zefys-Staatsbibliothek Berlin als jpeg-Dateien verfügbar. http://zefys.staatsbibliothek-berlin.de/)
- Das Parfum der Dame in Schwarz (Le parfum de la dame au noir, 1908). 1923 Josef Singer Verlag, Leipzig; 1925 Als Fortsetzungsroman in: Illustrierte Kronen-Zeitung, 19. März 1925 – 15. Mai 1925, Ü: nicht angegeben. Online verfügbar bei ANNO[1]
- Nataschas Geheimnis (Rouletabille chez le tsar, 1913. Als Fortsetzungsroman in: „Österreichische Morgenzeitung und Handelsblatt“ in 77 Teilen vom 28. September (Seite 7) – 10. Dezember 1913 und 22. Februar – 12. März 1914, Unterbrechung durch einen Setzerstreik ![2]
- Rouletabille à la guerre, 1914
  - Das schwarze Schloss (Le château noir), Ü: Rudolf Kimmig, Heyne-Verlag, 1982, ISBN 3-453-10595-8
  - Die dunklen Nächte des Rouletabille (Les étranges noces de Rouletabille), Ü: Rudolf Kimmig, Heyne-Verlag, 1983, ISBN 3-453-10631-8
- Die Hölle an der Ruhr (Rouletabille chez Krupp, 1917), aus dem Französischen von Saskia Biebert; Conte Verlag, Saarbrücken 2010, ISBN 978-3-941657-21-2
- Le crime de Rouletabille, 1921
- Rouletabille chez les bohémiens, 1922

Chéri-Bibi
- Chéri-Bibi, 1913
- La nouvelle aurore, 1919
- Chéri-Bibi, le marchand de cacahouètes, 1925
- Comic: 2009 „Chéri-Bibi“, Splitter-Verlag, Pascal Bertho nach dem Roman von Gaston Leroux, Illustrationen: Marc-Antonine Boidin, Ü: Monja Reichert, ISBN 978-3-86869-020-0

Andere
- Le petit marchand de pommes de terre frites, 1887 (erste publizierte Novelle)
- La double vie de Théophraste Longuet, 1903 (erste Buchveröffentlichung)
- Das Phantom der Oper (Le fantôme de l’opéra, 1910)
- Die Sonnenbraut (L’epouse du soleil), Neues Wiener Tagblatt, 8. April 1914 bis 1. Juli 1914, Ü: R. Stiaszuy, online verfügbar bei ANNO – AustriaN Newspapers Online[3]
- Die Königin des Sabbats (La reine du Sabbat, 1911) aus dem Französischen von Heinz Georg Held; BOD, Norderstedt 2024, ISBN 978-3-7583-8793-7 (Bd. 1)
- Die blutbefleckte Puppe (La poupée sanglante, 1923), Insel-Verlag 1993, ISBN 978-3-458-33267-1, Ü: Annegret Sellier. Teil 2 wurde leider nicht auf Deutsch veröffentlicht.

Kurzgeschichten:
Le Diner des bustes: „Eine schreckliche Geschichte“, deutsche Übersetzung enthalten in: Peter Haining (Hrsg.): „Zum Nachtisch: Mord“, Deutsche Erstausgabe: November 1994, Haffmanns Kriminalromane im Heyne-Verlag, Hrsg.: Gerd Haffmann und Bernhard Matt, ISBN 3-453-08092-0, Umschlagillustration: Michael Sowa
L`Homme qui a vu le diable: deutsche Übersetzung als „In Flammenschrift“ 1928 in „Meine Zeitung“, 5. Jahrgang, Heft 7 – 9, und 2010 „In Flammenschrift“ in: „Die Feuersonate und andere seltsame Geschichten“, Verlag Lindenstruth, 2010, Hrsg.: Robert N. Bloch, Ü: Alfred Lüschow, ISBN 978-3-934273-07-8

## Verfilmungen (Auswahl)
Verfilmungen von Das Phantom der Oper siehe dort
- 1930: Das Geheimnis des gelben Zimmers (Le Mystère de la chambre jaune) Regie: Marcel L'Herbier
- 1949: Verlaß mich nicht (L’homme qui revient de loin)
- 1954: Das Schiff der gefährlichen Männer (Cheri-Bibi)
- 1992: König der Katakomben (Le roi mystère), ARD Dezember 1992
- 2003: Das Geheimnis des gelben Zimmers (Le Mystère de la chambre jaune) Regie: Bruno Podalydès, Frankreich/Belgien
- 2005: Das Parfum der Dame in Schwarz (Le parfum de la dame au noir) Regie: Bruno Podalydès

## Musicals
Basierend auf dem Roman von Gaston Leroux existieren verschiedene Bearbeitungen des Phantom-Stoffs für die Bühne (Musical, Schauspiel).

Siehe: Das Phantom der Oper (Musical)